# Goggia essexi
Espèce
Synonymes
- Phyllodactylus essexi Hewitt, 1925

Statut de conservation UICN

 LC  : Préoccupation mineure
Goggia essexi est une espèce de geckos de la famille des Gekkonidae.

## Répartition
Cette espèce est endémique du Cap-Oriental en Afrique du Sud.

## Étymologie
Cette espèce est nommée en l'honneur de Robert Essex.

## Publication originale
- Hewitt, 1925 : On some new species of Reptiles and Amphibians from South Africa. Record of the Albany Museum, Grahamstown, vol. 3, no 4, p. 343-370.